# Hapalomantis congica
Hapalomantis congica är en bönsyrseart som beskrevs av Giglio-tos 1915. Hapalomantis congica ingår i släktet Hapalomantis och familjen Iridopterygidae. Inga underarter finns listade i Catalogue of Life.